# بني عبيد

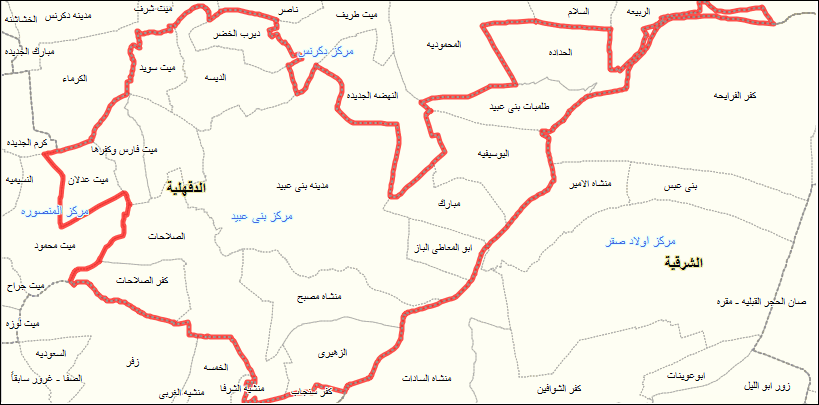
خريطة مركز بني عبيد

بني عبيد مدينة مصرية تتبع محافظة الدقهلية إدارياً، وهي قاعدة مركز بني عبيد. تقع المدينة على بعد 27 كم عن قاعدة المحافظة مدينة المنصورة على جانبي ترعة الذوات. بها نادي بني عبيد الرياضي الذي يعلب بالدوري المصري الدرجة الثالثة، في ملعبه ملعب بني عبيد. كما أن المدينة هي أحد مراكز زراعة البصل بالمحافظة.

## التاريخ
قرية بني عبيد من القرى القديمة، حيث وردت باسم «ديسه بني عبيد» في أعمال الدقهلية والمرتاحية ضمن قرى الروك الناصري التي أحصاها ابن الجيعان في كتاب «التحفة السنية بأسماء البلاد المصرية». وردت باسم «بني عبيد» في التربيع العثماني الذي أجراه الوالي العثماني سليمان باشا الخادم في عصر السلطان العثماني سليمان القانوني ضمن قرى ولاية الدقهلية، وفي تاريخ 1228هـ/1813م الذي عدّ قرى مصر بعد المسح الذي قام به محمد علي باشا باسم «بني عبيد» ضمن قرى مديرية الدقهلية.
أصلها من توابع مركز دكرنس ثم أصبحت مدينة تابعة فيه عام 1996 ثم أصبحت قاعدة لمركز عام 2006 فيه 5 كيانات إدارية المدينة وثلاث وحدات محلية (الصلاحات واليوسفية وميت سويد) بإجمالي 15 قرية.

## السكان
بلغ عدد سكان المدينة 47,035 نسمة في تقدير يوليو 2024 منهم 23,945 ذكر و23,090 أنثى.
| السنة | عدد السكان | السنة | عدد السكان |
| ----- | ---------- | ----- | ---------- |
| 1882  | 1618       | 1986  | 22,191     |
| 1897  | 3704       | 1996  | 26,654     |
| 1927  | 7644       | 2006  | 31,659     |
| 1947  | 9107       | 2017  | 40,258     |
| 1960  | 13,695     | 2024  | 47,035     |
| 1976  | 18,706     |       |            |